# Piotr Kuśmirek
Piotr Kuśmirek (ur. 1978, zaginął 1 marca 2025) – polski poeta i księgarz. 
Jest laureatem kilku prestiżowych konkursów poetyckich, m.in. nagród głównych w: Ogólnopolskim Konkursie Poetyckim im. Jacka Bierezina (Łódź, 2003), IV Ogólnopolskim Konkursie Poetyckim im. R.M. Rilkego (Sopot, 2003), XIV konkursie im. Rafała Wojaczka (Mikołów, 2006) oraz VII Tyskiej Zimy Poetyckiej (Tychy, 2007). Wyróżniony w II edycji Ogólnopolskiego Konkursu Literackiego „Złoty Środek Poezji” 2006 za tom Trio. 

## Twórczość
- Trio (2005)
- Zimne zabawki (2007)